# شیطان در صومعه (فیلم ۱۹۵۰)
شیطان در صومعه (ایتالیایی: Il Diavolo in convento) یک فیلم ایتالیایی به کارگردانی نونتسیو مالاسوما است که در سال ۱۹۵۰ منتشر شد. این فیلم کمدی، 85 دقیقه است.

## بازیگران
- جیلبرتو گووی
- ماریه‌لا لوتی
- کارلو نینچی
- اوه نینچی
- ماریو پیسو
- نریو برناردی
- ادوار دلمون